# Harmen Fraanje

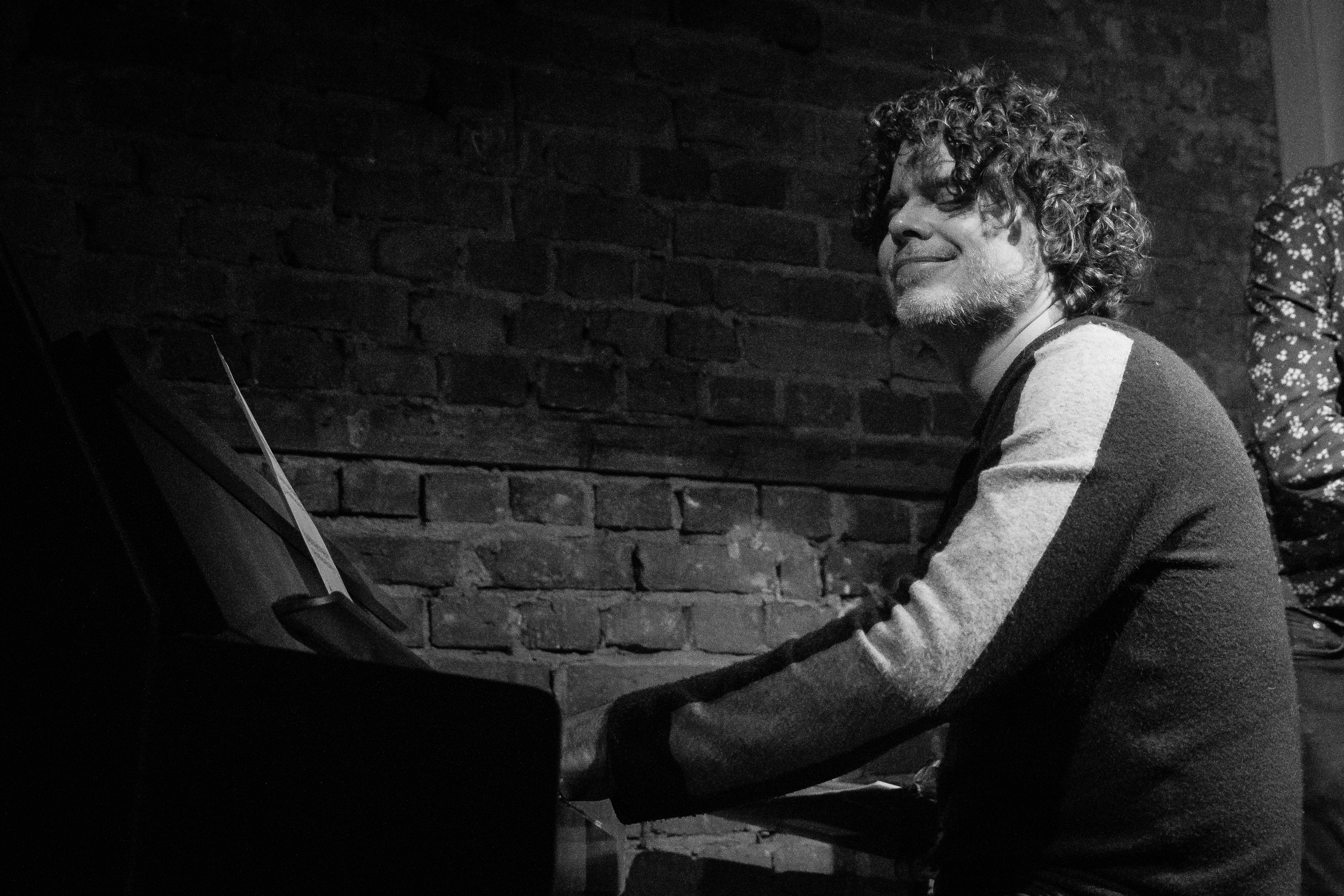
Harmen Fraanje (2019)

Harmen Fraanje (* 23. Januar 1976 in Roosendaal) ist ein niederländischer Jazzpianist.

## Leben und Wirken
Fraanje studierte an den Konservatorien in Tilburg, wo er 2000 mit „cum laude“ abschloss, und Utrecht. Er leitet mehrere eigene Formationen. 2000 tourte er mit dem Trompeter Toma Gouband und dem Bassisten Brice Soniano durch Frankreich, aus dem Projekt entstand die Gruppe Aneris.
Mit seinem Quartett bzw. Quintett (Nelson Veras, Hein van de Geyn, Matthieu Chazarenc sowie Malik Mezzadri) veröffentlichte er bei Challenge Records zwei Alben, Sonatala (2004) und Ronja (2006). Mit seinem Trio (mit Clemens van der Feen und Flin van Hemmen) entstand für dasselbe Label das Album Avalonia (2010).
In Duoformationen arbeitete Fraanje mit dem italienischen Pianisten Igor Roma, dem französischen Flötisten Malik Mezzadri, dem niederländischen Sänger Charlie Dee und der Sängerin Ntjamrosie aus Kamerun. 2008 trat er erstmals im Trio mit dem Cellisten Ernst Reijseger und dem senegalesischen Sänger und Perkussionisten Mola Sylla auf, mit dem die Alben Down Deep (2013) und Count till Zen (2015) entstanden.
Als Sideman arbeitete er u. a. mit der Gruppe Fugimundi (mit Eric Vloeimans und Anton Goudsmit), dem Michael Moore Quartet (mit Michael Vatcher und Clemens van der Feen), dem Stefan Lievestro Sextet (mit Jasper Blom, Mete Erker, Jesse van Ruller und Hans van Oosterhout), dem Quartett Narcissus von Robin Verheyen, der Gruppe Oxymore (mit Mark Haanstra, Guillaume Orti, Oene van Geel, Chander Sardjoe) und dem Piet Dahm Trio. Seit 2010 gehört er zum Trio von Mats Eilertsen, das bisher drei Alben veröffentlichte.
Fraanje erhielt 2004 einen Kompositionsauftrag für das North Sea Jazz Festival. 2006 wurde er hier für den Bird Award nominiert. 2007 erhielt er den VIP 2007 des Dutch Jazz Club, im Folgejahr den Prins Bernhard Cultuurprijs Noord Brabant.

## Diskographische Hinweise
- Harmen Fraanje Quartet: Sonatala (2004)
- Harmen Fraanje Quintet: Ronja (2006)
- Eric Vloeimans: Live at Yoshi’s (2008)
- Ernst Reijseger, Harmen Fraanje, Mola Sylla: Down Deep (Winter & Winter, 2013)
- Fraanje, Soniano, Gouband: Shades of Blue (2015)[1]
- Mats Eilertsen, Harmen Fraanje, Thomas Strønen: And then Comes the Night (ECM, 2019)
- Arve Henriksen, Harmen Fraanje: Touch of Time (ECM, 2024)